# Brand in station King's Cross
De brand in het metrostation King's Cross St. Pancras in Londen op 18 november 1987 was een brand waarbij 31 doden vielen. De brand in King's Cross St. Pancras ontstond bij de houten roltrappen diep onder de grond, het station brandde als gevolg ervan tot op straatniveau uit.

## Verloop
De brand ontstond onder een houten roltrap, zette vervolgens deze roltrap zelf in brand en verspreidde zo tot in de stationshal. Onderzoekers concludeerden dat het vuur waarschijnlijk is veroorzaakt door een brandende lucifer. Onder de roltrap bevond zich een dikke laag vet en verder vuil afkomstig van menselijk haar, pluisjes van kleding, wikkels van snoep en dergelijke. Vet kan op zich niet ontbranden met een lucifer, maar het vuil werkte als lont. De brand vond zijn oorsprong rechts onder de roltrap. Dit is de zijde waar de meeste mensen op de trap gaan staan. Waarschijnlijk liet een van hen een brandende lucifer vallen.
Daar de rook die van de brand afkwam wel meeviel dacht men aanvankelijk dat de brand niet groot was. De roltrap was echter gebouwd in een hoek van 30 graden. Uit reconstructies is gebleken, dat door deze hoek de vlammen als het ware aan de treden bleven plakken. Tot zeven minuten nadat het vuil vlam had gevat, was het een normale brand, die recht omhoog rees. Een halve minuut veranderden de vlammen echter van richting. De rest van de roltrap vatte ineens ook vlam waardoor een inferno ontstond.
Doordat de brand aan de trappen bleef plakken, het zogenaamde geuleffect, werd de temperatuur van de trap voor de vlammen hoger, tot wel 600°C. Op een gegeven moment vatten deze treden ook vlam en schoten de vlammen, zoals ooggetuigen verklaarden, een verzengende hitte met het effect van een vlammenwerper recht de kaartjesverkoophal in.

## Reddingsploegen
De Londense brandweer was met vier brandweerwagens aanwezig om 19.42 uur. Collega's van de korpsen C27 Clerkenwell, A22 Manchester Square en A23 Euston arriveerden wat later. In totaal waren er meer dan 30 brandweerteams betrokken bij de brand, met een totale personeelsbezetting van ongeveer 150 man. Er werden 14 ambulances ingezet die de gewonden naar ziekenhuizen brachten. Om 1.46 uur de volgende ochtend gaf de brandweer het sein "brand meester". Rond 18.20 uur verlieten de laatste reddingsploegen de rampplek.

## Doden en gewonden
In totaal vielen er 31 doden, waaronder een brandweerman. Er waren 100 gewonden, de meeste hadden brandwonden opgelopen of rook ingeademd. Het was tot dan toe de grootste metroramp in de Engelse geschiedenis.

## Nasleep
Er werd een groot onderzoek ingesteld onder leiding van Desmond Fennell, bijgestaan door vier adviseurs. Het onderzoek kwam gereed op op 24 juni 1988. Er kwam een rookverbod in de stations per 23 november 1987, roken in de treinen was al langer verboden. Alle houten roltrappen moesten worden vervangen door metalen exemplaren. De laatste houten roltrap in de Londense metro verdween pas in 2014. Er kwamen meer sprinklerinstallaties en rookmelders. In nieuwe voorschriften werd bepaald dat in metrostations alleen brandveilige verf mocht worden gebruikt.
Zes brandweermannen ontvingen een onderscheiding vanwege hun optreden tijdens de ramp. Herdenkingsplaquettes werden geplaatst in King's Cross Station en St Pancras New Church, deze laatste werd onthuld door Diana Spencer, prinses van Wales.

## Wetenswaardigheden
Twee maanden na de brand brachten de Pet Shop Boys het nummer King's Cross uit. In de songtekst werd gerefereerd aan doden en gewonden en in de videoclip was een brandend persoon te zien.